# 2013年ウィンブルドン選手権
2013年 ウィンブルドン選手権（2013ねんウィンブルドンせんしゅけん、The Championships, Wimbledon 2013）は、イギリス・ロンドン郊外にある「オールイングランド・ローンテニス・アンド・クローケー・クラブ」にて、2013年6月24日から7月7日にかけて開催された。

## シニア

### 男子シングルス
アンディ・マレー def.  ノバク・ジョコビッチ, 6–4, 7–5, 6–4
- マレーはイギリス人として1936年のフレッド・ペリー以来77年ぶりの優勝であり、キャリア通算で28度目のシングルス優勝となった[1]。

### 女子シングルス
マリオン・バルトリ def.  ザビーネ・リシキ, 6–1, 6–4
- バルトリにとって初めての4大大会優勝であり、キャリア通算で8度目のシングルス優勝となった。4大大会47度目の出場で初制覇は最も遅い達成となった[2]。

### 男子ダブルス
ボブ・ブライアン /  マイク・ブライアン def.  イワン・ドディグ /  マルセロ・メロ, 3–6, 6–3, 6–4, 6–4
- ブライアン兄弟にとって2年ぶり3度目の優勝であり、4大大会では15度目の優勝となった[3]。

### 女子ダブルス
謝淑薇 /  彭帥 def.  アシュリー・バーティ /  ケーシー・デラクア, 7–6(1), 6–1
- 謝淑薇と彭帥にとって4大大会女子ダブルス初優勝である。謝淑薇は台湾人の選手とて初の4大大会優勝である[4]。

### 混合ダブルス
クリスティナ・マダナビッチ /  ダニエル・ネスター def.  リサ・レイモンド /  ブルーノ・ソアレス, 5–7, 6–2, 8–6